# Leysieffer
Leysieffer [leisieffer] war ein deutsches Unternehmen, das hochwertige Confiserieerzeugnisse herstellte und vertrieb. Es wurde 1909 in Osnabrück gegründet und hatte dort seinen Sitz. Leysieffer betrieb in mehreren deutschen Städten Ladengeschäfte und Bistros.
Im September 2024 ging das Unternehmen nach mehreren Besitzerwechseln seit 2019 zum dritten Mal in Insolvenz und wurde daraufhin liquidiert.

## Geschichte

### Unter Leitung der Familie Leysieffer

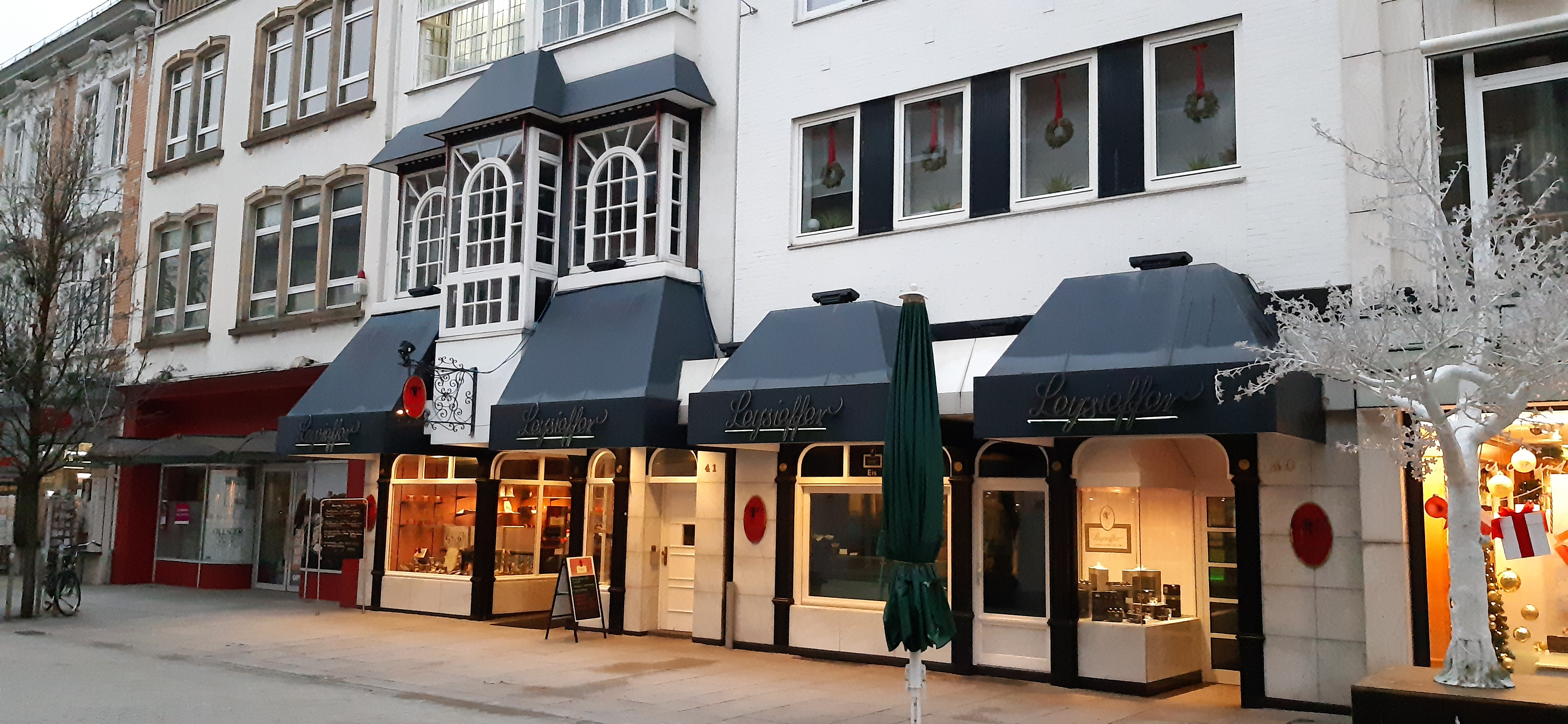
Das frühere Stammhaus an der Krahnstraße 40/41 in Osnabrück (2020)

Im Jahr 1909 eröffnete Ulrich Leysieffer ein Konditoreigeschäft in der Krahnstraße in Osnabrück. Die eigene Pralinenherstellung begann 1936. Während des Zweiten Weltkrieges wurde 1944 das Ladengeschäft zerstört. Erst 1950 konnten es Karl und Ursula Leysieffer wiedereröffnen.  Die Produktion wurde ausgeweitet und das Unternehmen expandierte. Karl Leysieffer entwickelte die „Himmlischen“, in Zucker gewälzte Sahnetrüffel-Pralinen, die zum Leysieffer-Traditionsprodukt wurden.
1964 begann der Versandhandel. Im Jahre 1967 stieg Axel Leysieffer, der Sohn von Ursula Leysieffer und Stiefsohn von Karl Leysieffer, in dritter Generation in das Unternehmen ein. 1973 zog Leysieffer in die Produktionsstätte in Osnabrück-Atter um. 2014 beschäftigte das Unternehmen 450 Mitarbeiter.
Bis 2020 wurde das Familienunternehmen in vierter Generation von Jan Leysieffer geführt. Es belieferte eigene Confiserien, Bistros und ausgewählte Partner wie Fachgeschäfte und große Warenhäuser. Abgesehen von einem Partnergeschäft in Budapest war der Vertrieb auf Deutschland beschränkt. Produkte wurden auch über einen Online-Shop vertrieben. Leysieffer positionierte sich als Premiummarke mit hochwertigen Produkten, die in kunstfertiger Handarbeit mit natürlichen Zutaten hergestellt werden.

### Insolvenz und Übernahme durch Deel & Winkler 2019

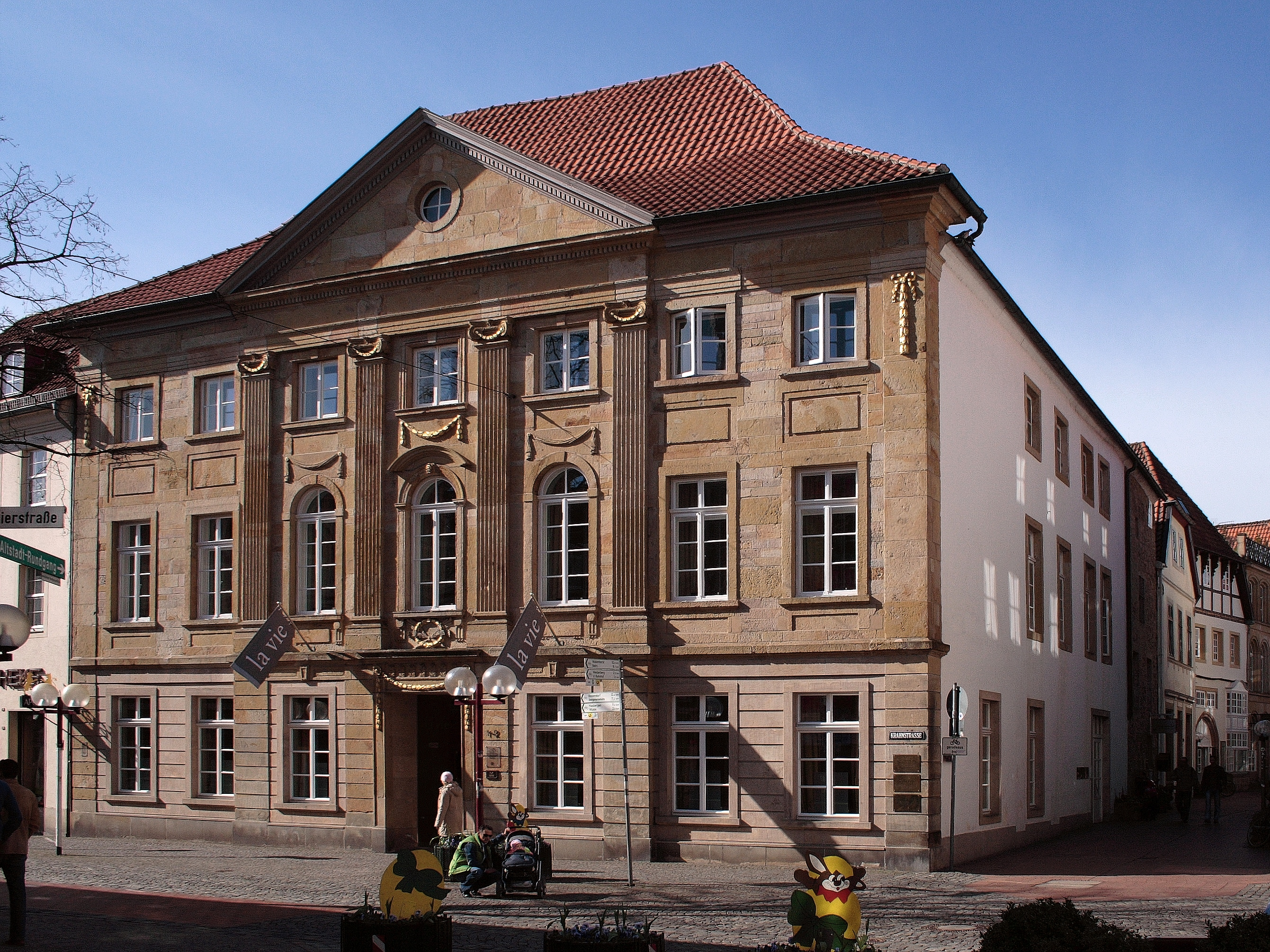
Gastronomie und Verkauf befanden sich von 2021 bis 2024 im Haus Tenge

Am 2. April 2019 wurde beim Amtsgericht Osnabrück ein Antrag auf Sanierungsverfahren in Eigenverwaltung gestellt. Im Zuge der Sanierung wurden Filialen geschlossen (zwei in Hamburg und jeweils eine in Aachen und Düsseldorf) und die Zahl der Beschäftigten reduziert; zudem wurde das Sortiment verkleinert. Nach Übernahme der Anteilsmehrheit durch den US-Investor Deel & Winkler wurde das Insolvenzverfahren aufgehoben. Infolge der Übernahme schied Jan Leysieffer als Geschäftsführer aus dem operativen Geschäft aus. Die Neue Osnabrücker Zeitung berichtete im Dezember 2020, dass es zwischen dem Investor und der Gründerfamilie „offenbar große Differenzen“ gebe.
Im Juni 2021 wurde die Stammfiliale in Osnabrück geschlossen, die sich an der Krahnstraße 41 in einem Gebäude im Besitz der Familie Leysieffer befand. Wiedereröffnet wurde der Verkauf von Konditoreiprodukten zum Weihnachtsgeschäft 2021 im 150 Meter entfernten Haus Tenge. Im Februar 2022 folgte das Café-Bistro mit Veranstaltungssaal im Obergeschoss des klassizistischen Gebäudes.

### Insolvenz und Übernahme durch Zeitfracht 2022

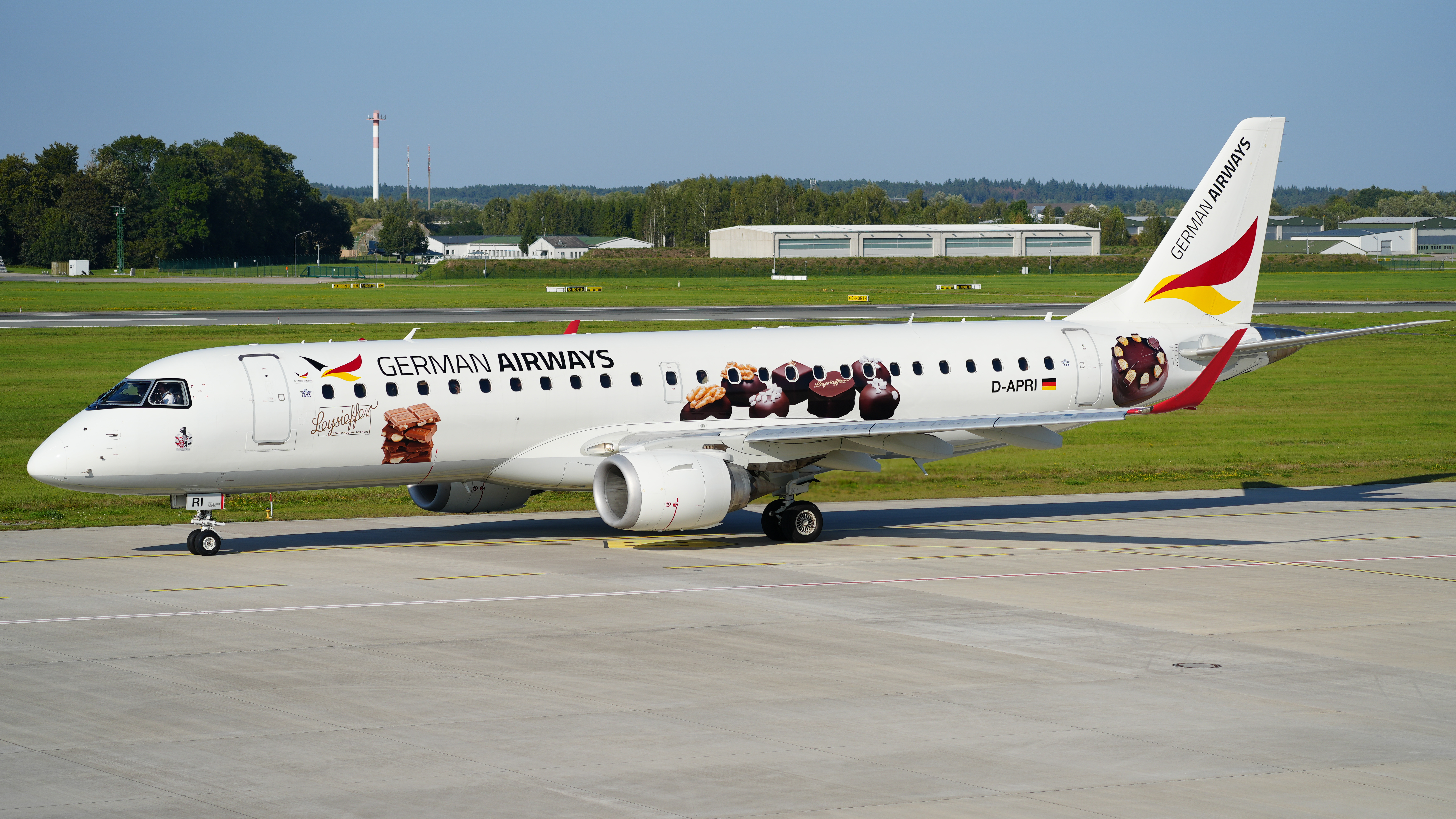
Embraer 190 der German Airways mit Leysieffer-Werbung im September 2023

Anfang Juli 2022 wurde ein erneuter Insolvenzantrag bekannt.
Die Zeitfracht-Gruppe übernahm das Unternehmen am 16. August 2022 mitsamt den knapp 180 Beschäftigten. Angelika Winkler blieb Teil der Geschäftsführung, hinzu kam Zeitfracht-Vorständin Maren Wolters. Bei der Übernahme wurde die insolvente Leysieffer GmbH & Co. KG im August 2022 aufgelöst. Das Unternehmen wurde als Leysieffer Genusskultur GmbH (zuvor Leysieffer Holding GmbH) weitergeführt. Der Sitz der Gesellschaft befand sich zwischenzeitlich in Frankfurt am Main, wurde später jedoch wieder zusammen mit der Produktion nach Osnabrück an die Pagenstecherstraße verlegt. Vom 1. Oktober 2022 an war Maren Wolters alleinige Geschäftsführerin. Neben der Schließung weiterer Filialen kündigte Zeitfracht die Suche nach neuen Filialstandorten und einen Ausbau des indirekten und des B2B-Vertriebs an. Die Filialen in Bremen und am Ku’damm in Berlin wurden geschlossen.

### Übernahme durch Holstein Schoko, Insolvenz und Liquidation 2024
Die Zeitfracht-Gruppe übertrug ihre Beteiligung an der Leysieffer Genusskultur GmbH nach einer Umstrukturierung rückwirkend zum 1. Januar 2024 an die Holstein Schoko UG.
Zum 1. Juli 2024 zog die Hauptfiliale in Osnabrück zur Krahnstraße 42 um, neben das ehemalige Stammhaus.

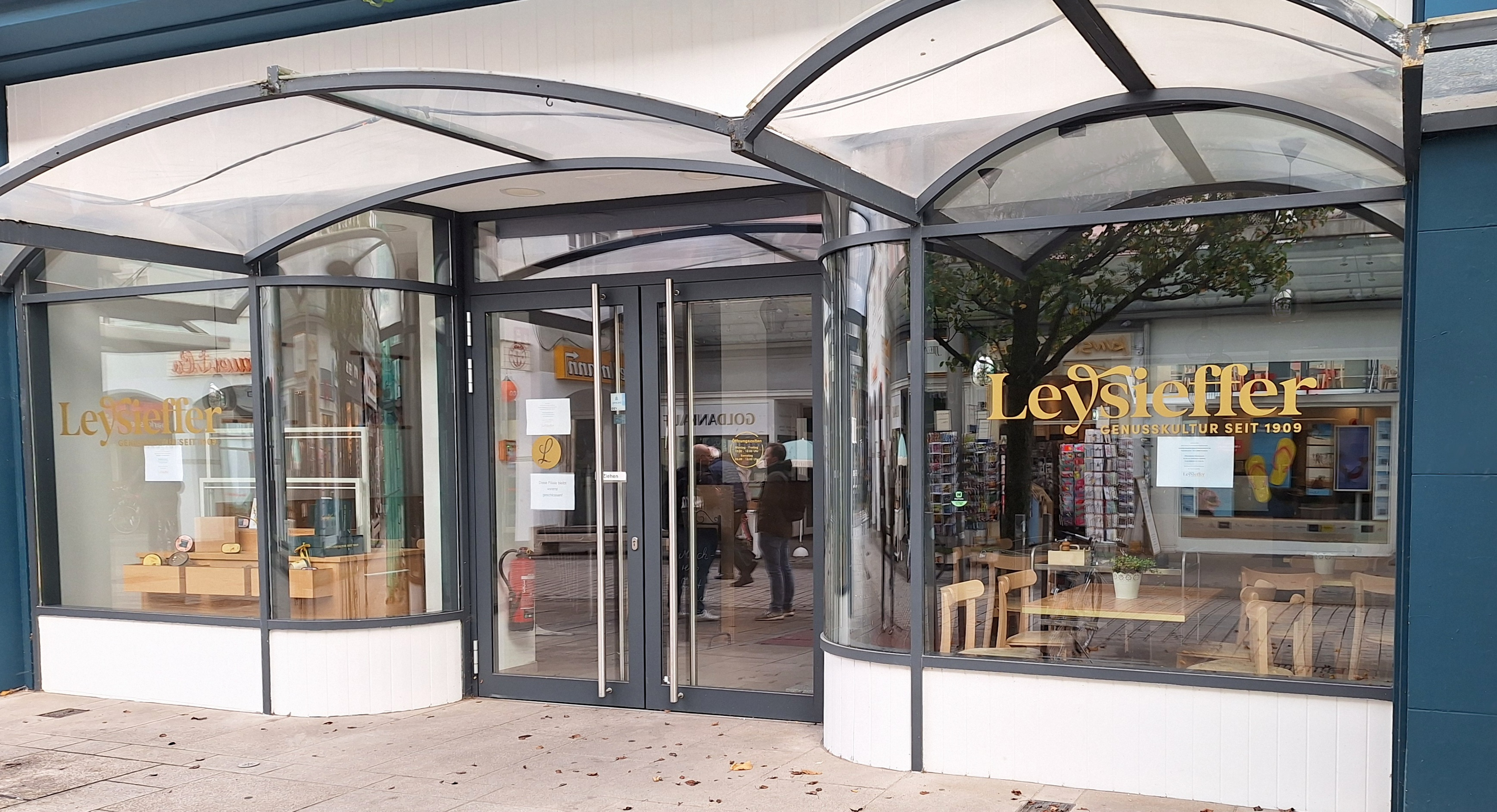
Geschlossenes Leysieffer-Café, Krahnstraße 42 in Osnabrück, am 30. Oktober 2024

Am 30. September 2024 reichte das Unternehmen erneut einen Insolvenzantrag ein. Nach Angaben des Insolvenzverwalters waren Fragen der Marken- und Namensrechte unklar.
Ein Investor wurde nicht gefunden und das Unternehmen ab November 2024 liquidiert.
Im Dezember 2024 wurden die Filialen Hamburg und Berlin sowie Teile des verbliebenen Warenbestands an die Jan Leysieffer GmbH verkauft.

## Produkte
Zu den hergestellten und vertriebenen Erzeugnissen von Leysieffer gehörten Pralinen, Schokoladen, Kuchen, Torten, Fruchtaufstriche, Marzipan. Darüber hinaus zählten auch Produkte wie Kaffee, Tee und alkoholische Getränke (Brände, Champagner und Prosecco, Wein) zum Sortiment. Die Produkte wurden teils handgefertigt und je nach Bedarf frisch hergestellt und von Hand verpackt.

## Film
- Norddeutsche Dynastien: Leysieffer – Leidenschaft für Schokolade, TV-Dokumentation von Dagmar Wittmers, D 2017, 45 min., Ausstrahlung am 16. Dezember 2017 im NDR Fernsehen[35]